# Toegepaste wiskunde
De naam toegepaste wiskunde duidt de beroepsactiviteit aan van wetenschappers die de wetenschap of de technologie trachten voort te stuwen door de invoering van wiskundige technieken. Het is dus geen tak van de wiskunde, maar eerder een visie op de rol van de wiskunde in de maatschappij. Daardoor houdt deze term soms een impliciet waarde-oordeel in.
Vaak ligt de vernieuwing eerder in het voor het eerst toepassen van een bestaande wiskundige techniek in een bestaande wetenschap, dan in het uitvinden van nieuwe wiskundige methoden per se.
Ter contrast wordt vaak de even dubbelzinnige term zuivere wiskunde gehanteerd.
Men zou kunnen argumenteren dat de activiteit van een wiskundige, om zinvol te zijn, tegelijkertijd zuiver (dat wil zeggen exact) moet zijn, en toepasbaar moet zijn in een andere context dan de oorspronkelijke, anders is er weinig behoefte aan abstractie. Het adjectief toegepast wordt hier echter meestal enger geïnterpreteerd als "rechtstreeks, uitdrukkelijk en onmiddellijk toegepast buiten de wiskunde en de natuurwetenschappen". Als dusdanig is de term nauw verwant met "toegepaste wetenschappen" als synoniem voor de ingenieurswetenschappen.
Veel universiteiten hebben afzonderlijke departementen voor zuivere en voor toegepaste wiskunde. Door de dubbelzinnigheid van de terminologie varieert de bevoegdheidsgrens nogal sterk. Voorbeelden van activiteiten die onbetwist tot de toegepaste wiskunde behoren, zijn:
- financiële wiskunde
- statistische methoden in de sociale wetenschappen
- wiskundige risicoanalyse voor verzekeringsportfolio's
- wiskundige modellen voor de bouwkunde en de waterbouwkunde

Voorbeelden van activiteiten die weliswaar nuttige toepassingen vinden buiten de wiskunde, maar die vaak aan het departement zuivere wiskunde worden beoefend, zijn:
- getaltheorie
- analytische en algebraïsche topologie
- maattheorie en functionaalanalyse